# Celuloza 1,4-beta-celobiozidaza
Celuloza 1,4-beta-celobiozidaza (EC 3.2.1.91, ekso-celobiohidrolaza, beta-1,4-glukan celobiohidrolaza, beta-1,4-glukan celobiozilhidrolaza, 1,4-beta-glukan celobiozidaza, eksoglukanaza, avicelaza, CBH 1, C1 celulaza, celobiohidrolaza I, celobiohidrolaza, ekso-beta-1,4-glukan celobiohidrolaza, 1,4-beta-D-glukan celobiohidrolaza, celobiozidaza) je enzim sa sistematskim imenom 4-beta-D-glukan celobiohidrolaza (neredukujući kraj). Ovaj enzim katalizuje sledeću hemijsku reakciju
hidroliza (1->4)-beta-D-glukozidnih veza u celulozi i celotetraozi, čime se odvaja celobioza sa neredukujućih krajeva lanaca

## Literatura
- Nicholas C. Price; Lewis Stevens (1999). Fundamentals of Enzymology: The Cell and Molecular Biology of Catalytic Proteins (Third изд.). USA: Oxford University Press. ISBN 019850229X.
- Eric J. Toone (2006). Advances in Enzymology and Related Areas of Molecular Biology, Protein Evolution (Volume 75 изд.). Wiley-Interscience. ISBN 0471205036.
- Branden C; Tooze J. Introduction to Protein Structure. New York, NY: Garland Publishing. ISBN 0-8153-2305-0.
- Irwin H. Segel. Enzyme Kinetics: Behavior and Analysis of Rapid Equilibrium and Steady-State Enzyme Systems (Book 44 изд.). Wiley Classics Library. ISBN 0471303097.

## Spoljašnje veze
- Cellulose+1,4-beta-cellobiosidase+(non-reducing+end) на 